# Дом Дракулы
«Дом Дракулы» (англ. House of Dracula) — фильм ужасов из Классической серии фильмов ужасов студии Universal. Фильм является сиквелом сразу трёх циклов — о Дракуле, Человеке-волке и монстре Франкенштейна.

## Сюжет
В замок доктора Эдельмана прилетает летучая мышь, которая прерващается в незнакомца в чёрном фраке. Незнакомец с вожделением смотрит на мирно спящую красавицу — мисс Мелиссу Моррел. Затем он приходит к хозяину замка и представляется бароном Латосом («Baron Latos»). Латос просит его допустить в подвал замка. По дороге барон затевает разговор с доктором о вампирах. В подвале он показывает Эдельману гроб с гербом Дракулы и сознаётся, что он и есть граф Дракула. Граф просит доктора излечить его от вампиризма. Во имя интересов науки доктор соглашается.
Утром доктор предлагает одной из своих ассистенток — горбунье Нине подготовить кровь Дракулы для исследования. В микроскопе Эдельман видит странную картину — вокруг эритроцитов находятся странные паразиты.
Вечер Дракула просыпается и приходит к доктору, где он встречает мисс Моррел. Доктор предлагает создать антитоксин, чтобы уничтожить паразитов. Графу делается переливание крови. В это время в замок приходит Лоуренс Тэлбот, который тоже надеется на помощь доктора. Однако узнав, что доктор занят, Тэлбот убегает. Он идёт прямо в полицейский участок и требует его запереть. Инспектор приглашает туда и доктора. Тэлбот просит доктора помочь. Наступает ночь полнолуния, Лоурентс изменяется и пытается напасть на присутствующих, однако решётки камеры препятствуют этому.
Утром Тэлбот приезжает к доктору. Доктор пытается найти причину заболевания, у него есть план лечения при помощи эссенции из спор экзотического растения. До этого Эдельман предлагает Тэлботу снова находиться под охраной полиции, однако Лоуренс этим недоволен и пытается покончить с собой, бросившись с обрыва в море.
Однако доктор надеется, что Тэлбот не погиб и ночью спускается на специальном устройстве вниз, чтобы осмотреть прибрежные гроты. Лоуренс действительно там — он набрасывается на доктора, но не убивает. Он в отчаянии от происходящего. Однако Эдельман убеждает Тэлбота, что сможет ему помочь. Во время блужданий по гроту они натыкаются на лежащего без сознания монстра Франкенштейна. Но это не единственное открытие — оказывается из грота можно пройти в замок.
Доктор переносит монстра в замок и сперва думает его оживить. Однако затем Эдельман меняет план. Ночь в замок приходит Дракула. Он пытается взять под контроль сознание Мелиссы. Её временно спасает надетый на шею крестик. Однако в конце концов Дракула заставляет Мелиссу выйти с ним из замка. Это видит Нина, которая сообщает об этом Эдельману. Доктор находит графа в саду и предлагает немедленно сделать новое переливание крови. Однако во время переливания он теряет сознание . Затем граф усыпляет Нину и меняет направление движения крови — в результате в организм доктора попадает кровь вампира.
Пока доктор без сознания, Дракула вновь пытается проникнуть к Мелиссе. Однако доктор успевает очнуться и при помощи распятия изгоняет вампира. На помощь доктору прибегает и мистер Тэлбот. Так как близится утро, граф прячется в своём гробу. Во время восхода солнца доктор открывает гроб и тело Дракулы истлевает. Однако с самим доктором происходят изменения — его боится кошка, его отражение в зеркале исчезает. Дракула вторгается в сознание доктора и требует оживить монстра Франкенштейна.
Безумный доктор пытается привести свой план в исполнение. Однако положительная сторона доктора ещё существует. Эдельман хочет прооперировать Нину, в которую тайно влюблён, однако Нина уговаривает доктора прооперировать в первую очередь мистера Тэлбота.
Операция проходит успешно, однако ночью происходит очередной этап трансформации доктора в вампира. Эдельман едет с кучером в город, однако по дороге доктор убивает его. Горожане устраивают облаву на доктора, от которой доктор укрывается в своём замке. Его странное поведение видит мистер Тэлбот. В замок приходит полиция, однако в убийстве подозревают Лоуренса. Он хоть и подозревает доктора, но молчит. Затем он говорит об этом с доктором и предлагает свою помощь. Доктор просит Тэлбота ничего не предпринимать, пока он не прооперирует Нину, а после этого разрешает убить себя.
Брат убитого слуги Зигфрида находит медицинский значок Эдельмана и подговаривает горожан к нападению на замок доктора. В это время наступает полнолуние и Тэлбот решает проверить — помогла ли ему операция. Действительно, полная луна не оказывает на него никакого воздействия. Тем временем Эдельман экспериментирует с телом монстра Франкенштейна. Нина пытается помешать доктору, но он убивает её. В этот момент приходит полиция, но оживший монстр легко раскидывает её. Тэлботу приходится убить доктора. Во время борьбы Лоуренса с монстром замок загорается, и тело доктора остается в огне вместе с оживлённым им монстром. Тэлбот с Мелиссой покидают замок.

## Актеры
- Лон Чейни младший — Лоуренс Тэлбот
- Джон Кэррадайн — граф Дракула
- Марта О'Дрисколл — Милица Морелле
- Лайонел Этуилл — инспектор Холтс
- Онслоу Стивенс — Доктор Эдельман
- Джейн Адамс — Нина
- Гленн Стрэйндж — Монстр Франкенштейна
- Людвиг Стоссел — Зигфрид
- Скелтон Кнаггс — Штейнмюль

## Значение фильма
Тема трёх главных хоррор-циклов в интерпретации Universal оказалась исчерпанной. В «Доме Дракулы» сюжетные линии циклов сходятся и находят своё логическое завершение — Дракула и монстр Франкенштейна погибают, Лоуренс Тэлбот исцеляется. На этом «серьёзные» фильмы заканчиваются — продолжением циклов являются несколько пародийных картин.
1. ↑  Internet Movie Database (англ.) — 1990.